# 強羅花壇
強羅花壇（ごうらかだん、英: Gora Kadan）は、神奈川県足柄下郡箱根町強羅に所在する日本の高級旅館である。1930年に建設された閑院宮別邸を起源とし、1948年に皇室離籍をした閑院宮家によって、別邸を「強羅花壇」と名付け創業した。フランス発足のホテル・レストランの非営利会員組織「ルレ・エ・シャトー」に日本で2番目に古い会員として加盟している。現在の代表取締役社長及び所有者は橋本龍太朗。

## 歴史

### 閑院宮別邸時代
1930年（昭和5年）、閑院宮載仁親王が箱根・強羅の土地を岩崎康彌より譲り受け、別邸を迎賓の場として建設した。載仁親王はフランスのサンシール陸軍士官学校を卒業し、昭和天皇の皇太子時代の欧州外遊に随伴するなど、国際的な人脈を持っていた。

### 宿泊施設としての開業
1948年（昭和23年）、皇籍離脱した載仁親王の子息・春仁王が別邸を「強羅花壇」と名付け旅館として創業した。
1989年、旧閑院宮別邸を保存しながら、日本建築の伝統とラグジュアリーリゾートを融合した施設として建築家竹山聖及び荻津邦夫率いるアモルフの設計によりリニューアル。1992年には「ルレ・エ・シャトー」に日本で2番目の施設として加盟を果たした。
2023年には、江戸前鮨の名店、銀座「鮨よしたけ」監修による「鮨かだん」を施設内にオープンした。
2024年には、アジア初となる「ミシュランキー」にて最高位の「3ミシュランキー」を獲得。
2025年、国内2軒目となる「Gora Kadan Fuji」を静岡県駿東郡小山町須走に開業予定。富士山を望むロケーションに、全42室のスイートルームを備え、36ホールのゴルフクラブを併設する計画となっている。

### 強羅花壇（箱根）
- 所在地：神奈川県足柄下郡箱根町強羅1300
- 客室数：41室

### 強羅花壇 富士（2025年開業予定）
- 所在地：静岡県駿東郡小山町須走
- 客室数：42室（全室スイートルーム）
- 富士山を望む露天風呂または展望風呂付き客室
- 36ホール・ゴルフクラブを併設

### 強羅花壇 京都（2030年開業予定）
- 所在地：京都市山科区日ノ岡夷谷町
- 京都市九条⼭浄⽔場跡地に開業